# Hemerobius alpestris
Hemerobius alpestris is een insect uit de familie van de bruine gaasvliegen (Hemerobiidae), die tot de orde netvleugeligen (Neuroptera) behoort. 
Hemerobius alpestris is voor het eerst wetenschappelijk beschreven door Banks in 1908.